# Messier 52
A Messier 52 (más néven M52, vagy NGC 7654) egy nyílthalmaz a Cassiopeia (Kassziopeia) csillagképben.

## Felfedezése
Az M52 nyílthalmazt Charles Messier francia csillagász 1774. szeptember 7-én fedezte fel, majd katalogizálta. Egyike Messier saját eredeti felfedezéseinek.

## Megfigyelési lehetőség
Szabad szemmel nem látható, de egy binokulár segítségével már megfigyelhető. Egy legalább 100 mm-es nyílású távcsővel csillagokra bontható.